# Neria atripes
Neria atripes är en tvåvingeart som först beskrevs av Robineau-desvoidy 1830.  Neria atripes ingår i släktet Neria och familjen skridflugor. Inga underarter finns listade i Catalogue of Life.